# 圣若热
圣若热是巴西南大河州的一个市镇。总面积118.053平方公里，总人口2764人，人口密度23.4人/平方公里。